# دولروپ
دولروپ (به آلمانی: Dollerup) یک شهر در آلمان است که در اشلسویگ-فلنسبورگ واقع شده‌است. دولروپ ۱٬۰۴۱ نفر جمعیت دارد.